# Rolf Samuelson
Rolf Samuelson, folkbokförd Rolf Arne Samuelsson, född 25 november 1939 i Gunnarskogs församling i Värmlands län, död 9 maj 1981 i Sollentuna församling i Stockholms län, var en svensk kristen sångare och musiker.
Samuelson växte upp i Gunnarskog i Värmland tillsammans med bröderna Kjell, Runo, Olle och Jard Samuelson. Deras far var lantbrukaren Samuel Olsson (1907–1996) och mor var Nanny, ogift Andersson (1917–2005). Efter studentexamen i Arvika läste han vid Uppsala universitet, där han blev filosofie magister och teologie kandidat. Han var verksam som predikant och evangelist i Södermalmskyrkan i Stockholm.
Rolf Samuelson var medlem av den kristna sånggruppen Samuelsons, som han bildat tillsammans med tre av sina bröder. Samuelsons gav på eget förlag ut skivor som sålde stora upplagor. Gruppen turnerade runt i landet och gav konserter i kyrkor, tältkampanjer och om somrarna på Löttorps camping på Öland som bröderna drev tillsammans. 
Samuelson avled ogift vid 41 års ålder efter ett halvt års sjukdom i cancer.